# Orahovica, Hrvaška
Orahovica je mesto (hrv. Grad Orahovica) na Hrvaškem, ki upravno spada pod Virovitiško-podravsko županijo. Upravno območje mesta je imelo po popisu 2021 okoli 4.500 prebivalcev (1991 še preko 6000), samo mesto pa 3.400 (1991 še 4.300).

## Demografija
| Pregled števila prebivalcev po letih | Pregled števila prebivalcev po letih | Pregled števila prebivalcev po letih | Pregled števila prebivalcev po letih | Pregled števila prebivalcev po letih | Pregled števila prebivalcev po letih | Pregled števila prebivalcev po letih | Pregled števila prebivalcev po letih | Pregled števila prebivalcev po letih | Pregled števila prebivalcev po letih | Pregled števila prebivalcev po letih | Pregled števila prebivalcev po letih | Pregled števila prebivalcev po letih | Pregled števila prebivalcev po letih | Pregled števila prebivalcev po letih | Pregled števila prebivalcev po letih | Pregled števila prebivalcev po letih |
| ------------------------------------ | ------------------------------------ | ------------------------------------ | ------------------------------------ | ------------------------------------ | ------------------------------------ | ------------------------------------ | ------------------------------------ | ------------------------------------ | ------------------------------------ | ------------------------------------ | ------------------------------------ | ------------------------------------ | ------------------------------------ | ------------------------------------ | ------------------------------------ | ------------------------------------ |
| 1857                                 | 1869                                 | 1880                                 | 1890                                 | 1900                                 | 1910                                 | 1921                                 | 1931                                 | 1948                                 | 1953                                 | 1961                                 | 1971                                 | 1981                                 | 1991                                 | 2001                                 | 2011                                 | 2021                                 |
| 1678                                 | 1752                                 | 1564                                 | 1676                                 | 1932                                 | 2517                                 | 2573                                 | 3290                                 | 2769                                 | 3003                                 | 3035                                 | 3392                                 | 4005                                 | 4314                                 | 4262                                 | 3954                                 | 3384                                 |